# Thymus serpylloides
Thymus serpylloides (лат.) — вид растений рода Тимьян (Thymus) семейства Яснотковые. Эндемик Испании.

## Этимология
Латинский видовой эпитет serpylloides происходит от от латинского слова “serpyllum”, что означает “череда” или “змеевик” (ссылаясь на род растений, таких как чабрец). Суффикс -oides в латинском языке часто используется для обозначения сходства или формы, то есть «похожий на». Таким образом, “serpylloides” можно перевести как «похожий на чабрец» или «похожий на змеевик». Этот термин часто используется в ботанике для описания растений, которые напоминают по виду чабрец или другие виды с характерной травянистой структурой.
Русского названия вида растений в научных источниках не обнаружено. 

## Биологическое описание
Небольшой кустарник со стройными, прямостоячими или распростёртыми, деревянистыми стеблями, в пазухах которых расположены рядами пучки облиственных листьев и цветоносы высотой от 1 до 8 см. Цветоносные стебли имеют пучок мелких листьев только у основания, в пазухах они отсутствуют. Листья длиной от 5 до 8 мм и шириной от 0,5 до 1 мм, линейно-ланцетные, густо усеяны железками, опушенные или безволосые. Края листьев откинуты или почти откинуты и реснитчатые у основания.
Соцветия почти головчатые, состоят из слабо расположенных ложных мутовок от двух до шести цветков. Опорные листья 1,5-2 мм шириной, зелёные, похожи на листовые, но почти плоские. Чашечка 3,5-4,5 мм длиной, волосистая, верхние зубцы такой же длины, как и ширина, 0,5-0,7 мм шириной. Лепесток длиной 5-6 мм.
Число хромосом — 2n = 58.

## Распространение и места обитания
Вид широко распространен в горах южной Испании. Произрастает в основном на высоте более 2000 метров над уровнем моря.

## Систематика
Выделяют два подвида:
- Thymus serpylloides subsp. gadorensis (Pau) Jalas: встречается в южной и юго-восточной Испании
- Thymus serpylloides subsp. serpylloides: встречается в горах Сьерра-Невада в Испании